# 费利斯·比托
费利斯·比托（英語：Felice Beato，又译作费利切·贝亚托，1833年或1834年—1909年），是一位具有英国与意大利双重国籍的摄影师。他是最早拍摄东亚地区的摄影师之一，也是最早的战地摄影师之一。他所拍摄的风俗镜头、人物肖像以及亚洲与地中海地区的美丽风景与建筑的全景极负盛名。比特游览过许多地方，并通过它的摄像镜头拍摄了那里的风土人情，包括各个国家、国家人民及所经历的事件等，这些照片具有很强的说服力与感染力，并且被永久保存至今。比特也正是通过这样的机会使欧洲与北美民众对那些陌生的国度有一个深刻的印象。直到今天，比特所提供的照片仍然作为一些事件，例如1857年印度民族起义、第二次鸦片战争等的重要资料。他也是最早通过照片来描述有价值的新闻事件，即被称为图片新闻报道。比特同时对其他摄影师的影响很大，尤其是对于日本的许多摄影师来说影响极为深刻、持久，皆因比特在日本工作时曾開過課教授眾多摄影师和艺术家之故。

## 生平
费利斯·比托的出身与身份鉴定仍然悬而未决，不过目前已經基本上可以證實其出生日期。根据他在1858年所使用的护照申请推断，他应该出生于1833年或者1834年，并且是英国国籍的。比特很可能是出生在前威尼斯共和國所屬的科孚島上。科孚島主權複雜，由1386年到1815年一直斷斷續續的屬威尼斯領土，直到1815年，巴黎和約簽訂後，此島及其他愛奧尼亞的島嶼正式受英國統治，随后在1864年被歸還给了希腊。若比特真的出生於科孚島，他可能同時擁有義大利威尼斯、英國與希臘等三重身份。据有關的資料所载，一个叫费利斯·比托的人的确在1834年前后曾出生於科孚島，若此為真，就能解釋比特的身份是英国国民，却是意大利威尼斯人。據史料所載，比特家族是在17世紀遷居至科孚島的，更在威尼斯共和國時期一度執權，成為威尼斯的貴族家庭之一。
比特的许多照片签名并不一致，有者為“Felice Antonio Beato”，另有及者為“Felice A. Beato”，也正因如此，歷史學家發現了一個奇怪的現象，就是这一位摄影师不知缘何能够同一時間在相隔甚遠的埃及和日本拍摄照片，由此有人猜测另有摄影师冒用其簽名。不过在1983年，據香妲兒·艾德（Chantal Edel）所示，“Felice Antonio Beato”这一签名表示的是一对兄弟－－“Felice  Beato”和“Antonio Beato”，他俩有时在一起工作，共用同一个签名，这些由签名引发的混淆持续地引起很多問題，難以辦認兩位攝影師中哪一位才是照片是真正拍攝者。

## 地中海、克里米亚和印度
對於费利斯·比托的早期摄影生活所知甚少，据说他的第一个也是唯一一个镜头是於1851年在巴黎购买的。他很可能在1850年於马耳他遇见英国摄影师詹姆士·羅伯森（James Robertson），并随他於1851年抵君士坦丁堡（今伊斯坦布尔）。羅伯森自1843年起是奥斯曼帝国造币厂的一位雕刻师，並大約在1840年代才开始从事摄影。在1853年，两人开始一起摄影，當羅伯森在同年（或之後的1854年）於君士坦丁堡的贝伊奥卢（Beyoğlu）开办了一所摄影室，比托與羅伯森建立名為“Robertson & Beato”的合夥關係。比托的兄弟安東尼奧（Antonio）与他们俩一起加入了一支摄影探险队，並於1854年或1856年到达马耳他，於1857年抵希腊和耶路撒冷。在1850年代，许多公司的照片都标注了“Robertson & Beato and Co.”的标记，很多人猜測其中的“and Co.”就是指安東尼奧。
在1854年底或1855年初，羅伯森娶了比托的姊妹Leonilda Maria Matilda Beato。他們有三個女兒：Catherine Grace (1856生)、Edith Marcon Vergence (1859年生)，與 Helen Beatruc (1861年生)。
在1855年比托與羅伯森旅行到了克里米亞 Balaklava，在戰地記者Roger Fenton離開後，他們接管了關於克里米亞戰爭的實地報導。與Fenton報導戰爭的榮譽面相對，比托與羅伯森展示了戰爭所帶來的破壞。他們拍攝了1855年9月塞瓦斯托波爾要塞的陷落，創作出約60張照片。
1858年2月比托來到加爾各答，並開始向印度北部旅行、記錄1857年印度民族起义過後的情況。在這段期間他拍攝了可能是第一張包含屍體的照片。一般相信，至少一張比托在勒克瑙Sikandar花園所拍攝的照片將印度反抗軍的遺體重新佈置，以增加照片的戲劇性衝擊。他還去了德里、坎普爾、密拉特、瓦拉納西、阿姆利則、阿格拉、西姆拉與拉合爾等地。安東尼奧在1858年7月加入了他的兄弟比托，但是後來於1859年12月可能由於健康問題離開了印度。安東尼奧後來於1860年出現在埃及，並於1862年在底比斯開了自己的攝影室。

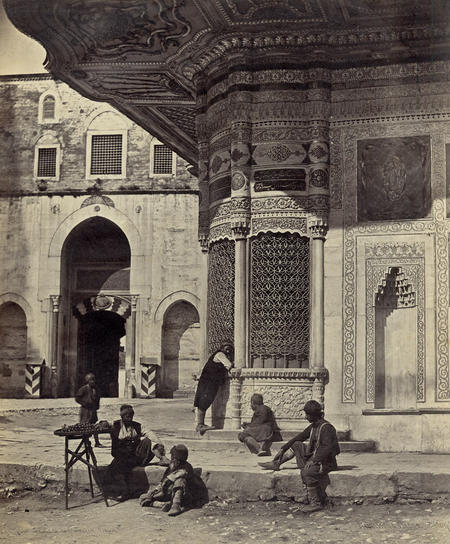
托卡比皇宮Ahmed三世噴泉，君士坦丁堡 (約1854年)
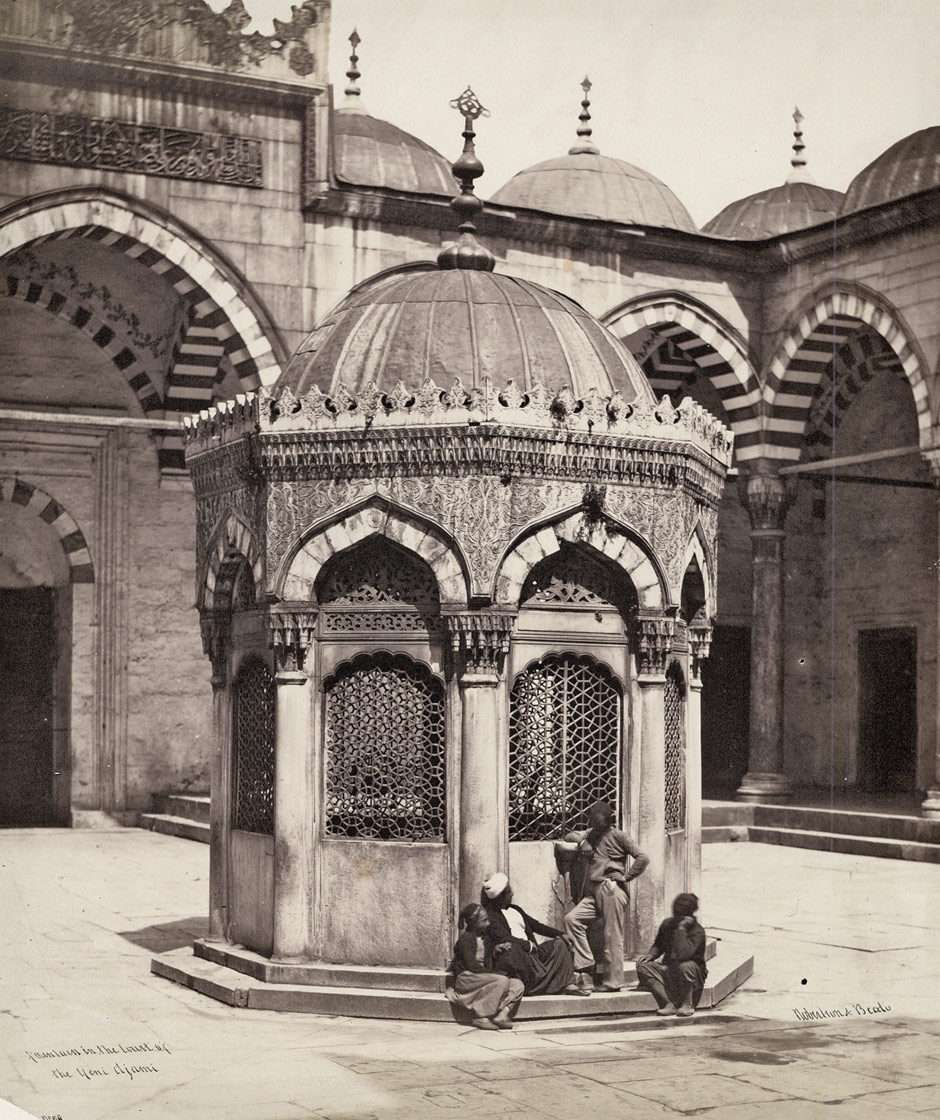
新清真寺庭院噴泉，君士坦丁堡 (1854年)
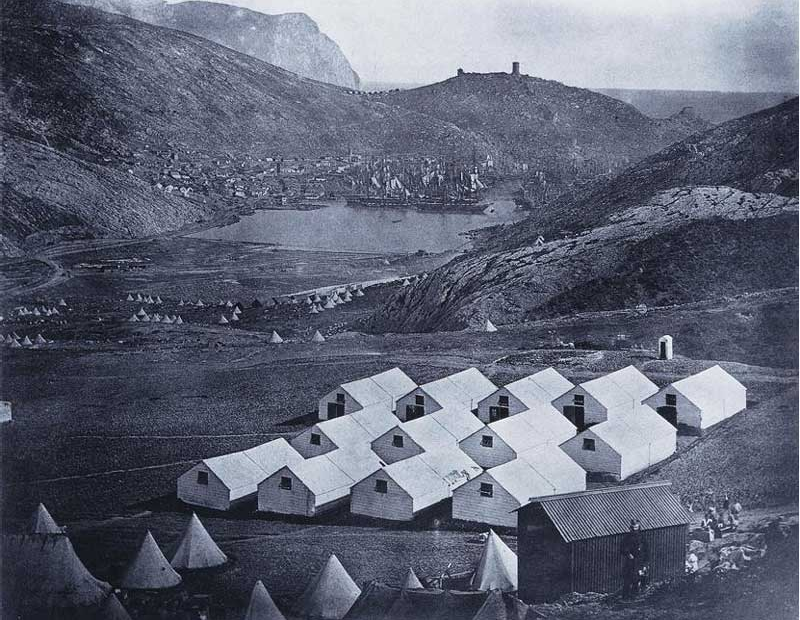
英軍帳篷在克里米亞 Balaklava (1855年)
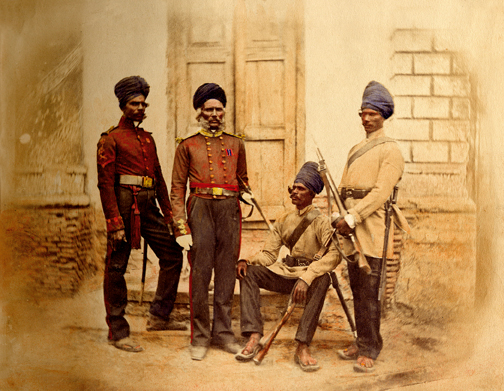
士兵在皇帝花園 (Qaisar Bagh)前，勒克瑙 (1857/8年)
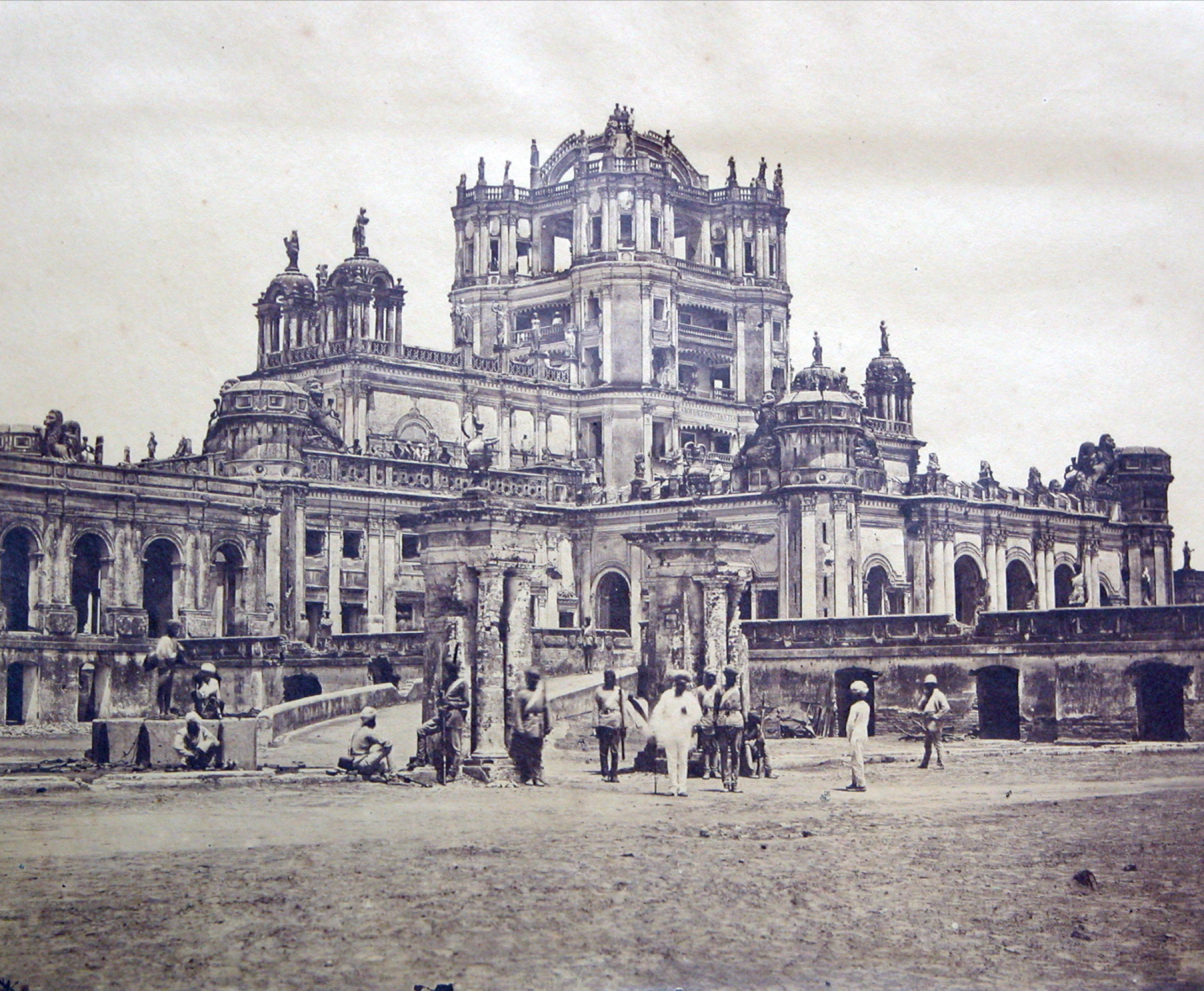
La Martiniere學院，勒克瑙 (1858年)
Sikandar花園，勒克瑙 (1858年)
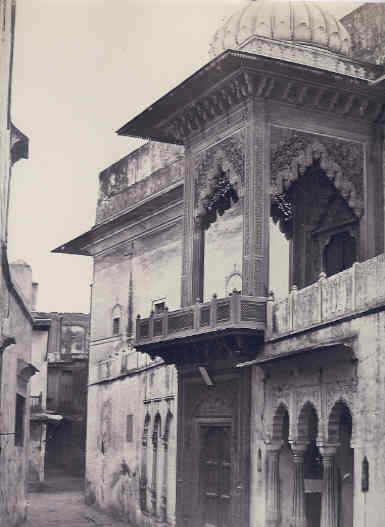
德里 (約1858年)
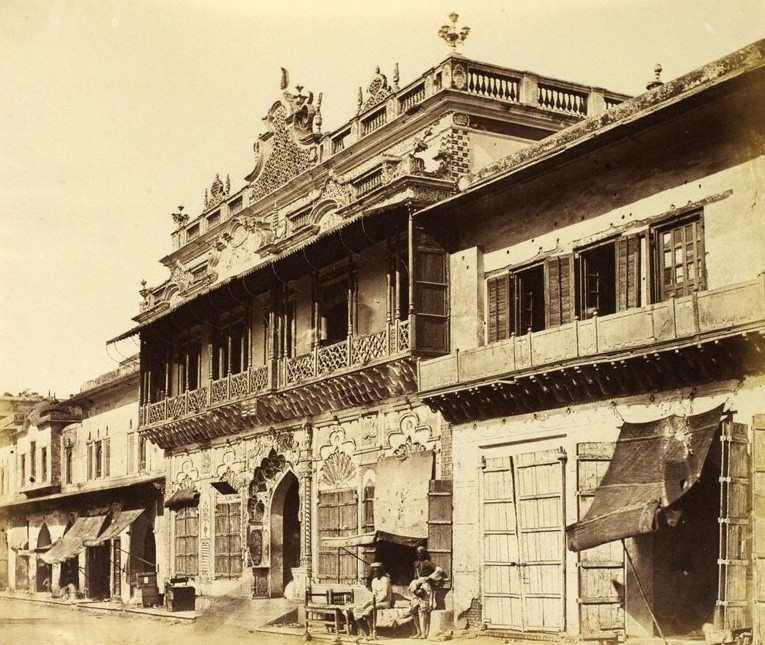
月光集市, 德里 (1858年)

## 中國
1860年费利斯·比托脫離了Robertson & Beato的夥伴關係，但羅伯森至1867年依然使用該名稱。费利斯·比托前往中國擔任英法遠征的隨軍攝影記者。比托在3月抵達香港，並立刻開始拍攝這個城市與鄰近地區，最遠到廣州。比特在中國拍的照片是中國最早的照片之一。
在香港期間，费利斯·比托跟了藝術家及《倫敦新聞畫報》的記者──查爾斯·威格曼（Charles Wirgman）會面。兩人於英法部隊陪同下以北行駛至大連灣、北塘與海河河口的大沽炮台，接著又到了北京以及位於郊區的清漪園。威格曼在《倫敦新聞畫報》上經常使用比托的作品。

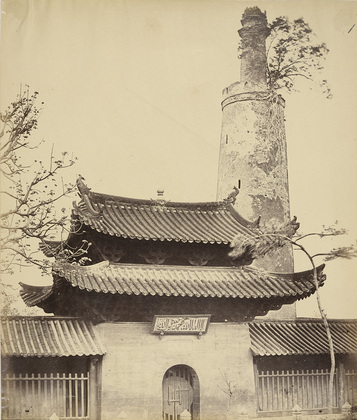
廣州懷聖寺 (1860年)
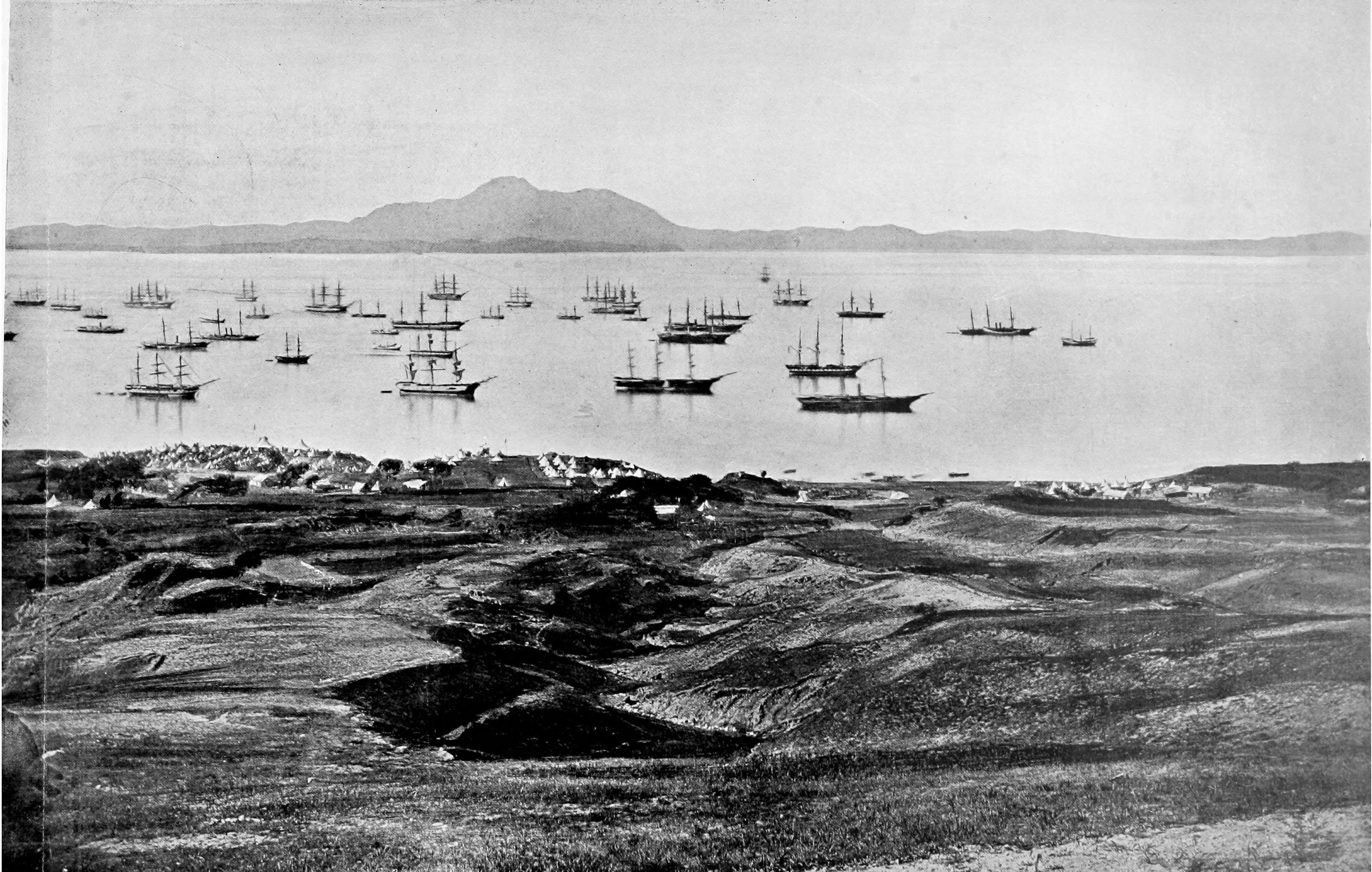
英軍艦隊在大連灣 (1860年)
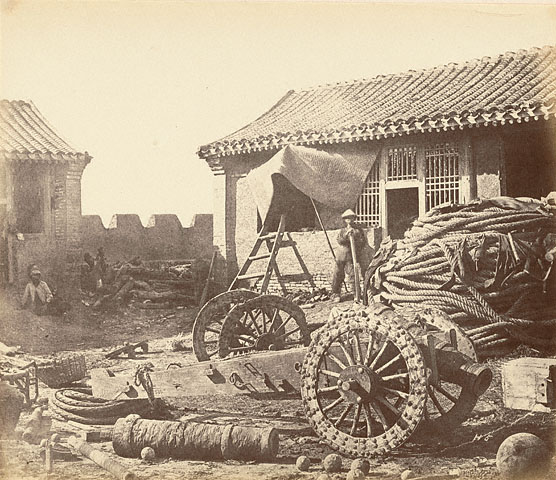
北塘砲台 (1860年)
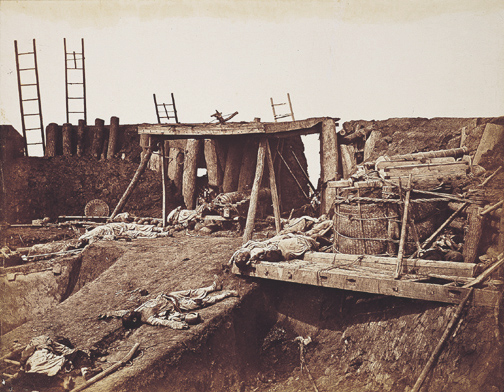
大沽炮台 (1860年)
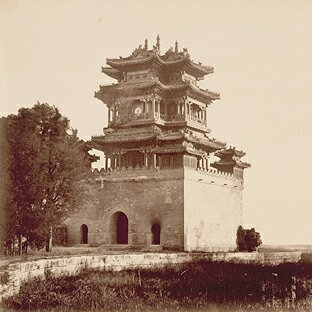
清漪園文昌閣 (1860年)
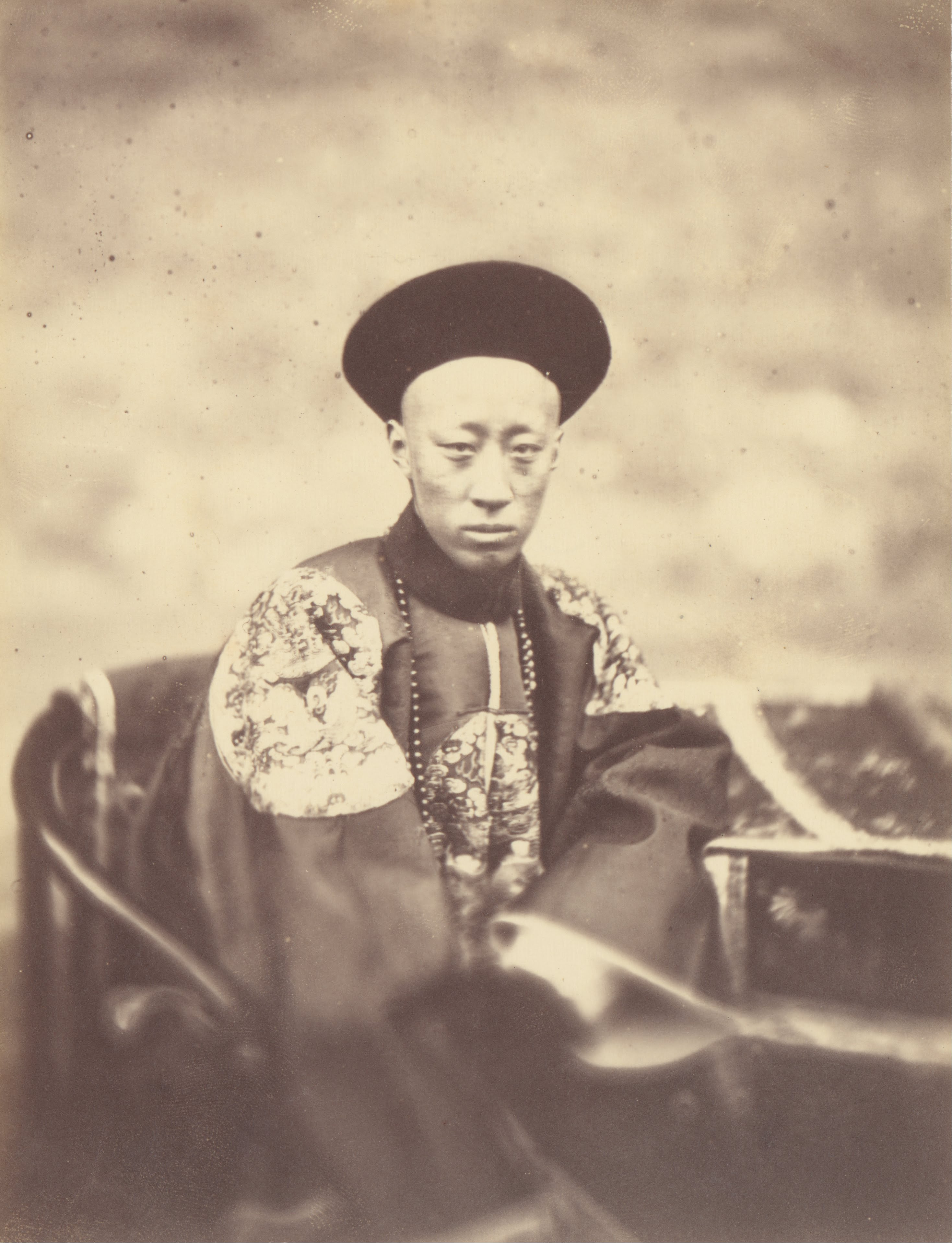
恭親王奕訢 (1860年)

## 日本
1863年，比托到橫濱加入查爾斯·威格曼。兩人在1864–67年建立了名為“Beato & Wirgman, Artists and Photographers”的合夥關係，這是日本最早與影響力最大的攝影工作室。威格曼再次在《倫敦新聞畫報》上使用比托的作品。比托的作品包括肖像、風俗、風景、都市風景以及東海道上的風景名勝。在這個時期，由於幕府的限制，外國人要進入日本非常不容易。由於有使節代表團陪同、個人的知名度、以及與軍方的關係，比托得以深入許多西方人無法到達的地區。比托照片的重要之處在於他的作品不僅品質很高，而且也因為它們的稀有性。
比托在日本非常活躍。1864年在下關戰爭擔任隨軍攝影記者。翌年（1865）他拍攝了長崎與鄰近地區。自1866年起，比托經常出現在威格曼所編輯的漫畫《Japan Punch》中。1866年10月的大火摧毀了大部分橫濱，比托失去了他的攝影室以及可能所有的底片。
許多比托的相簿是手工上色，這是比托應用日本水彩畫與雕版印刷到歐洲攝影術的技術。1869年後比托結束與威格曼的合作關係，比托開始計畫從攝影工作退休以及開始嘗試其他投資，並將攝影工作委任給其他“F. Beato & Co., Photographers”工作室的成員。“F. Beato & Co., Photographers”工作室是比托所擁有的攝影室，位於橫濱，有一位助理H. Woollett與四位日本攝影師與四位日本藝術家。。日下部金兵衛在成為攝影師前可能是比托的藝術助理。比托曾經與上野彦馬一同拍攝，並可能教導Raimund von Stillfried攝影術。
1871年美國為了報復謝爾曼將軍號事件而遠征朝鮮，比托擔任遠征隊的隨軍攝影師。比托所拍攝的照片也是朝鮮最早的照片之一。
1877年比托賣掉他的大部分股份給Stillfried & Andersen。作為交換，Stillfried & Andersen在1885年將這些股票賣給阿道弗·法沙利(Adolfo Farsari)。在Stillfried & Andersen的拍賣後，比托從攝影的工作退休了幾年，專注於金融投機與貿易上。1884年11月29日比托離開了日本，最終在埃及塞得港上岸。日本報紙報導比托在橫濱的白銀交易市場失去了他所有的財產。

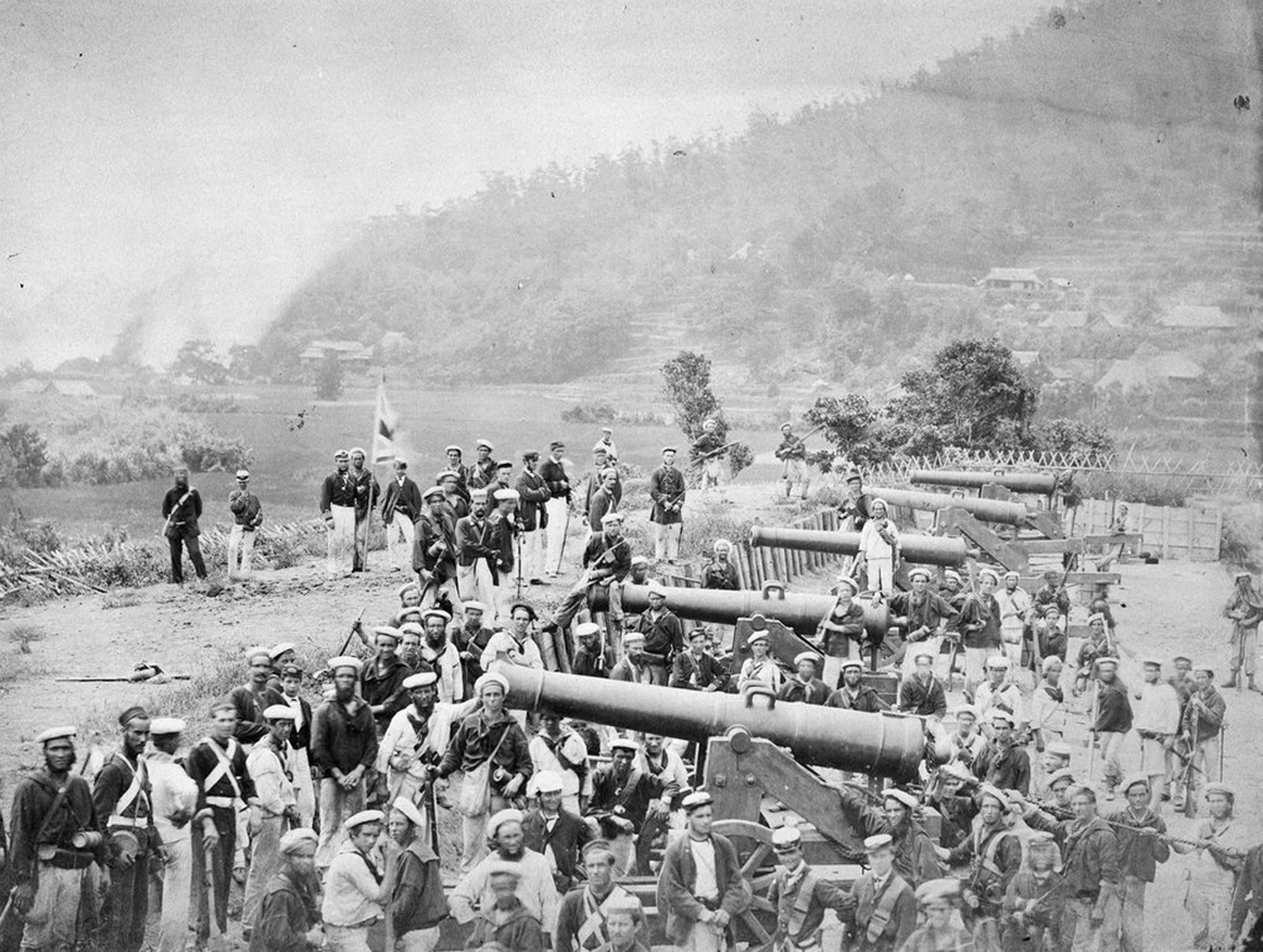
下關戰爭中擄獲的長州砲台 (1864年)
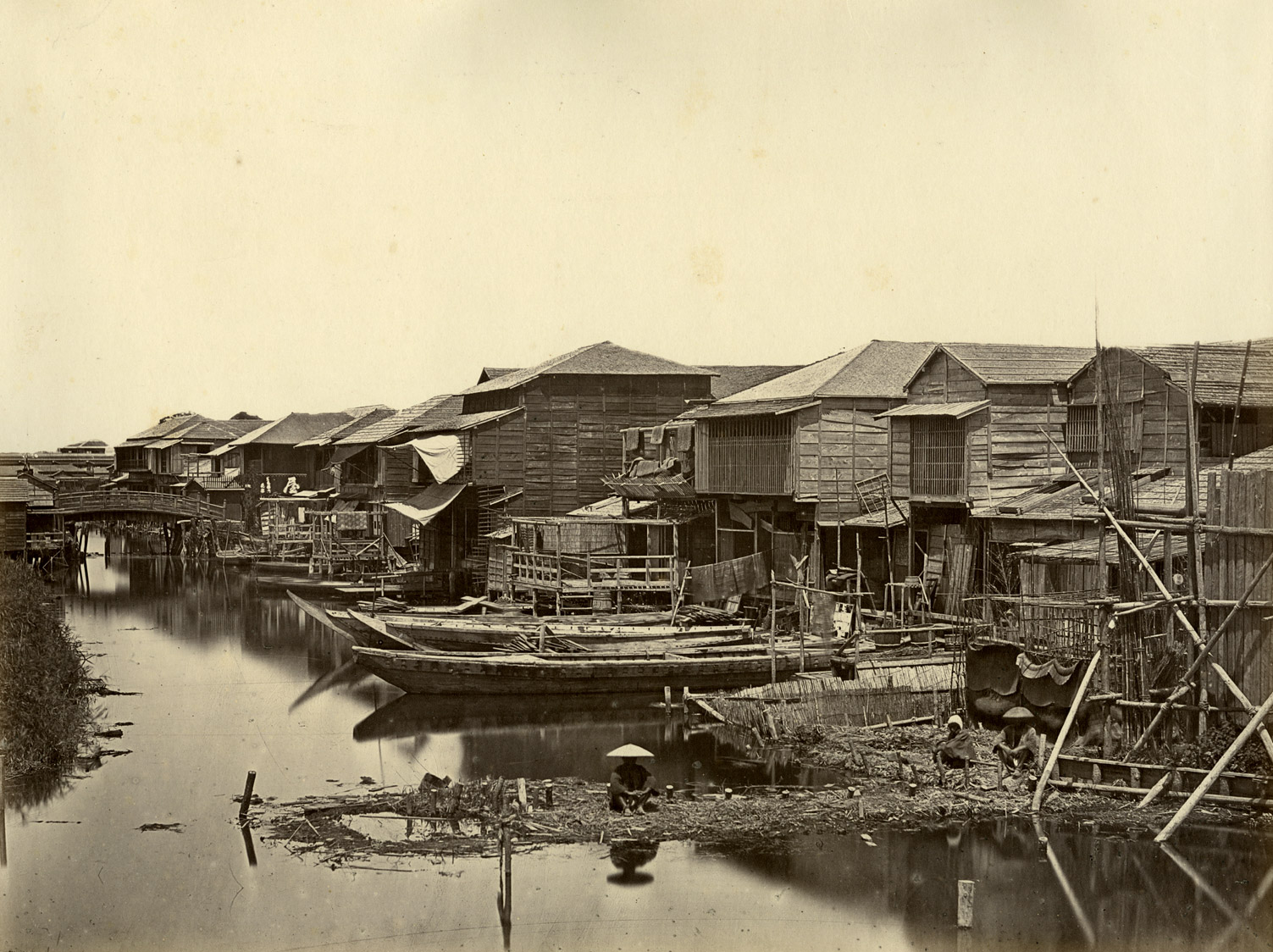
橫濱 (1865年)
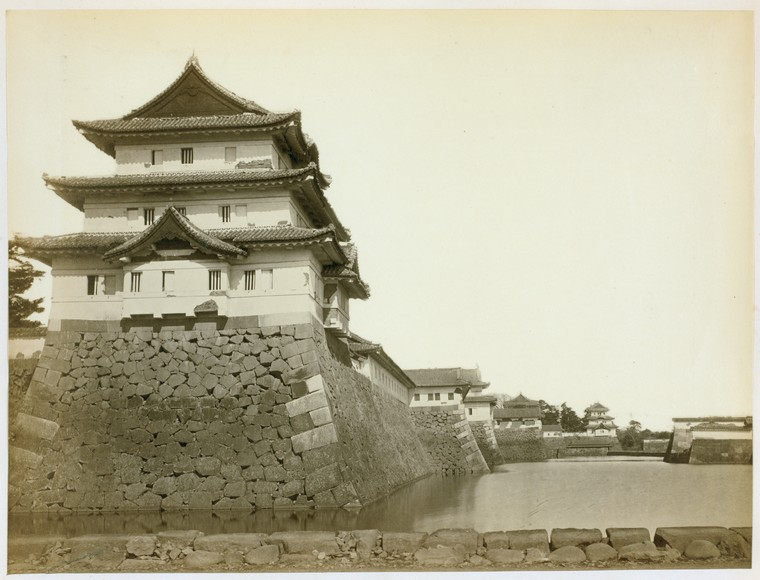
江戶城 (1860年代)
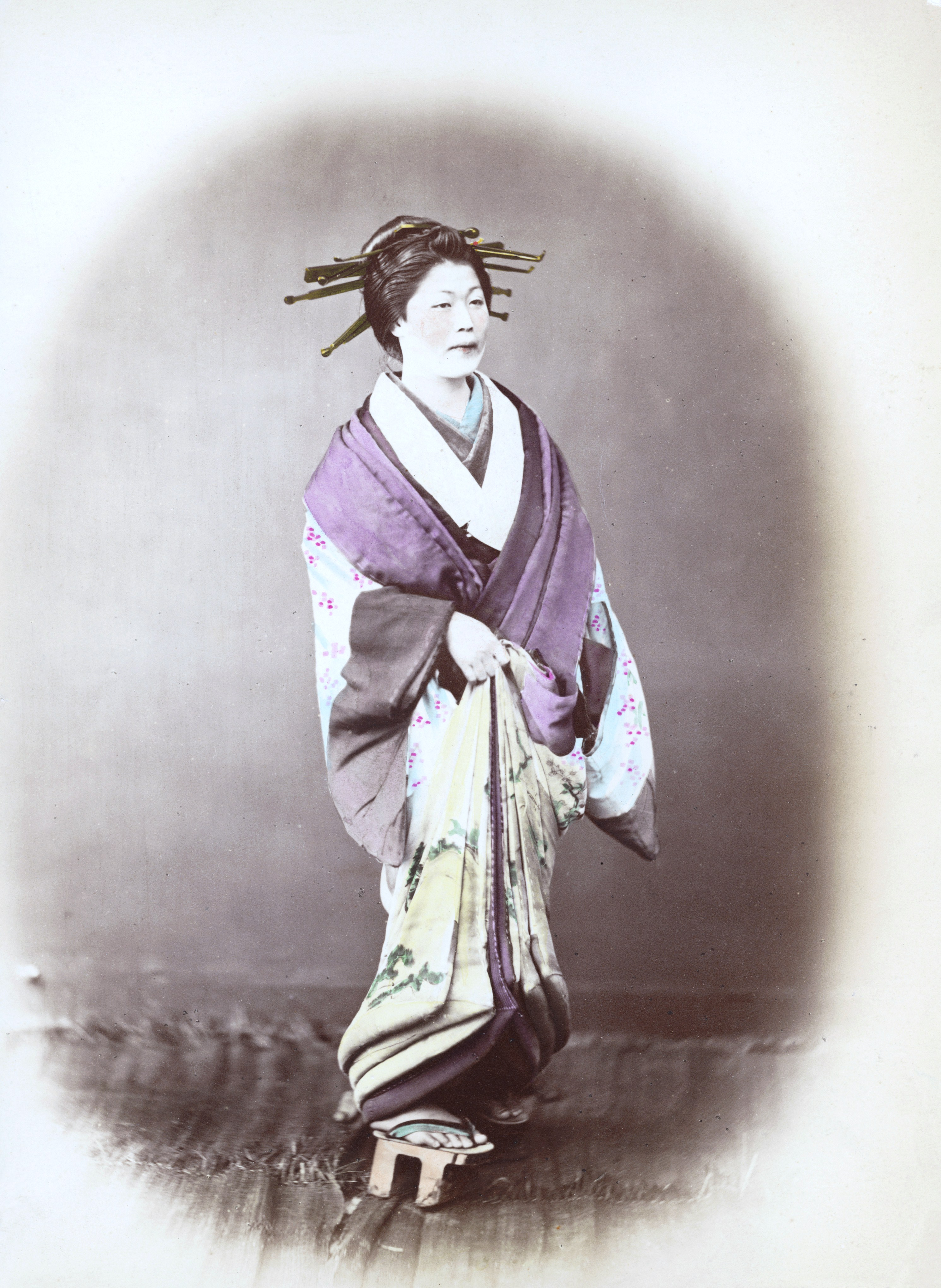
藝妓 (1860年代)
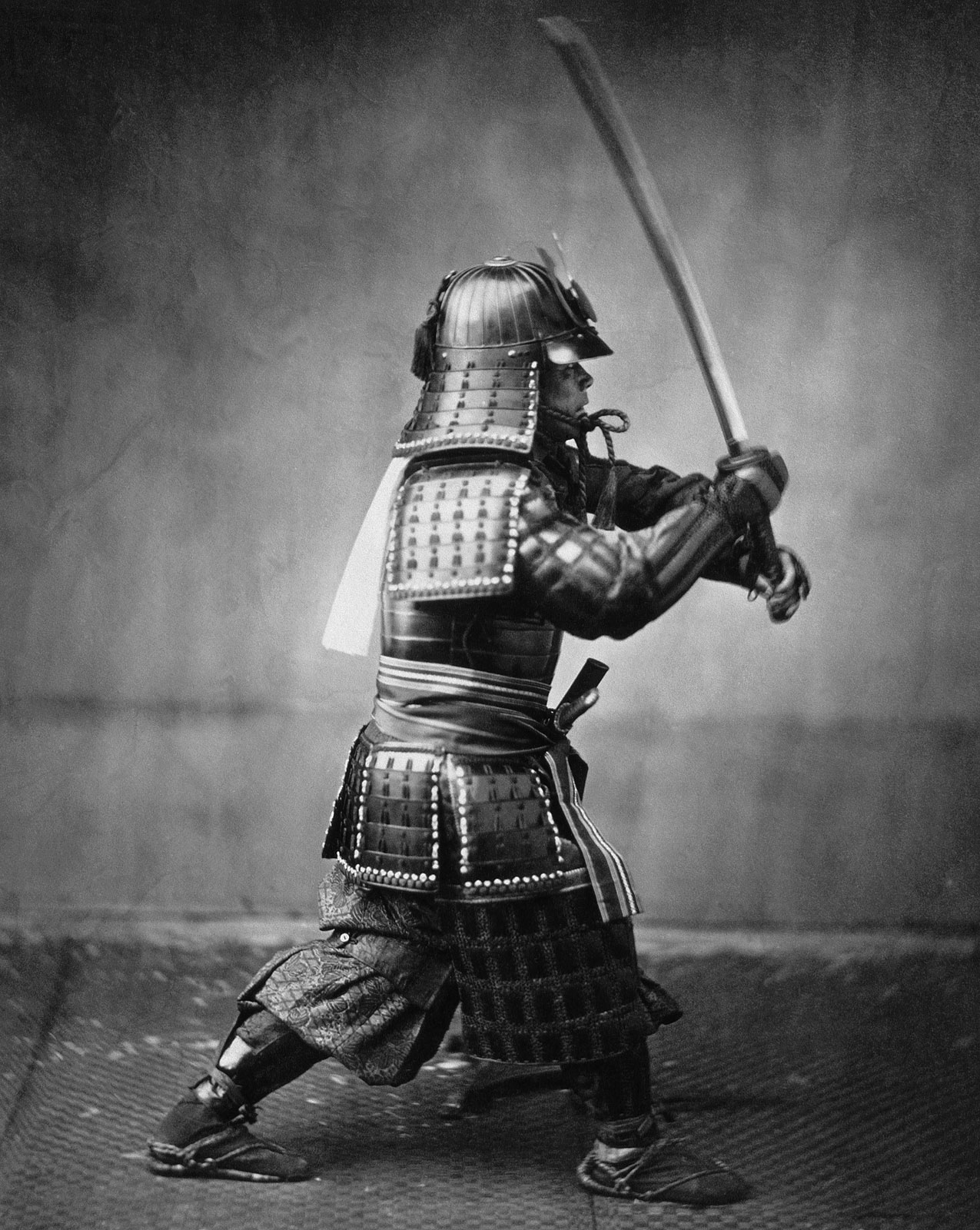
武士 (1860年代)
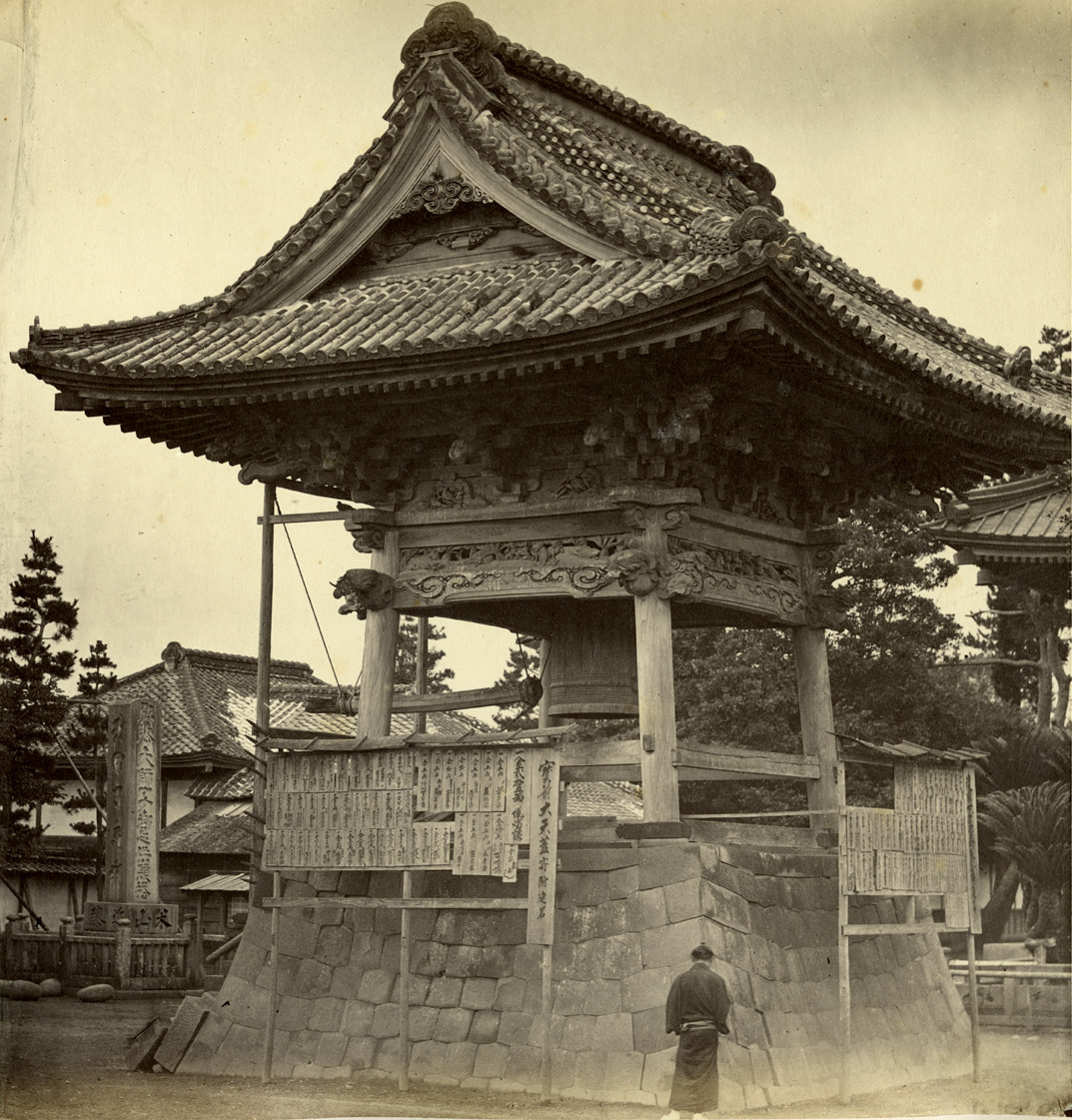
川崎大師 (1860年代)
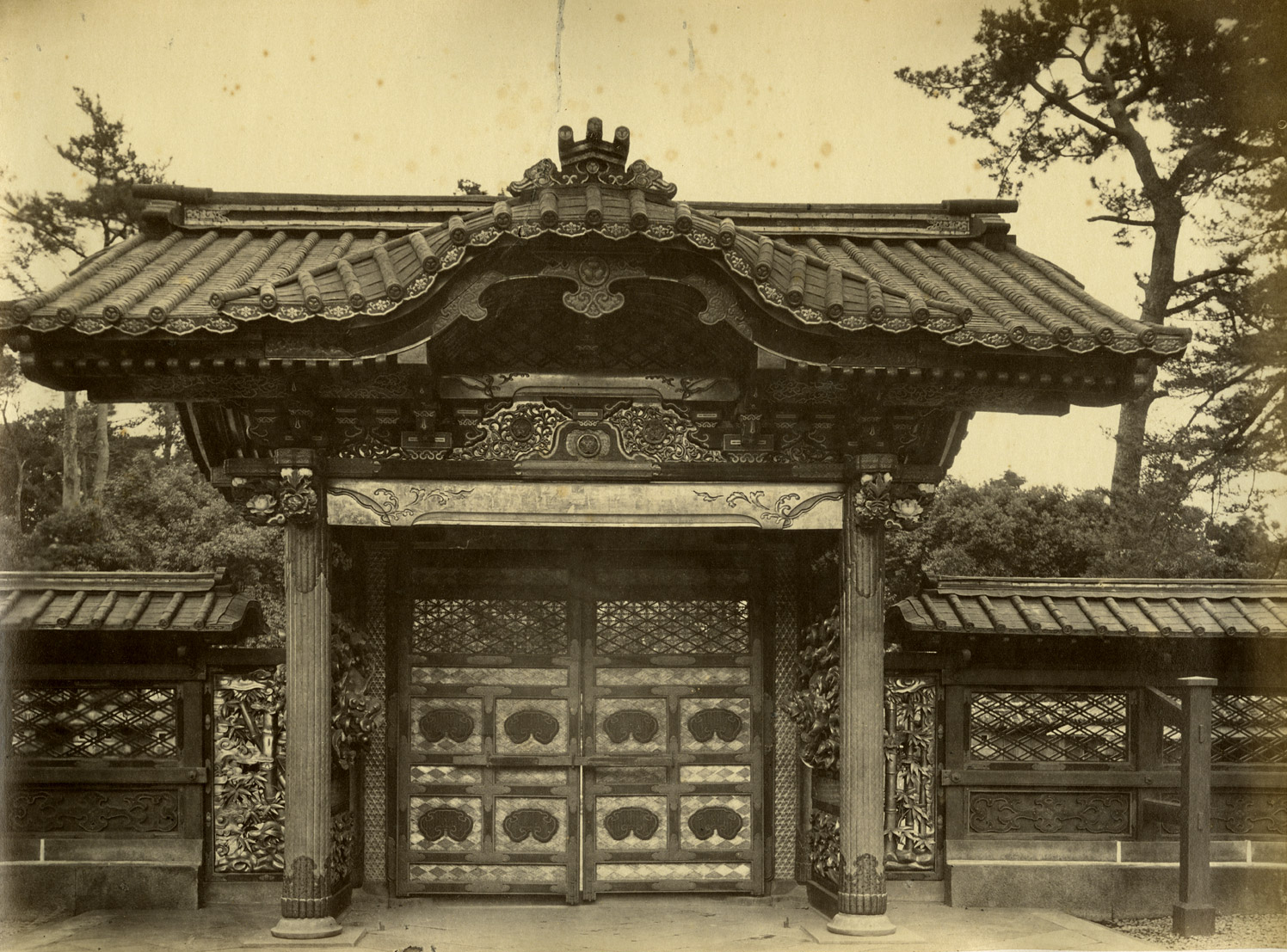
文昭院靈廟 (1860年代)
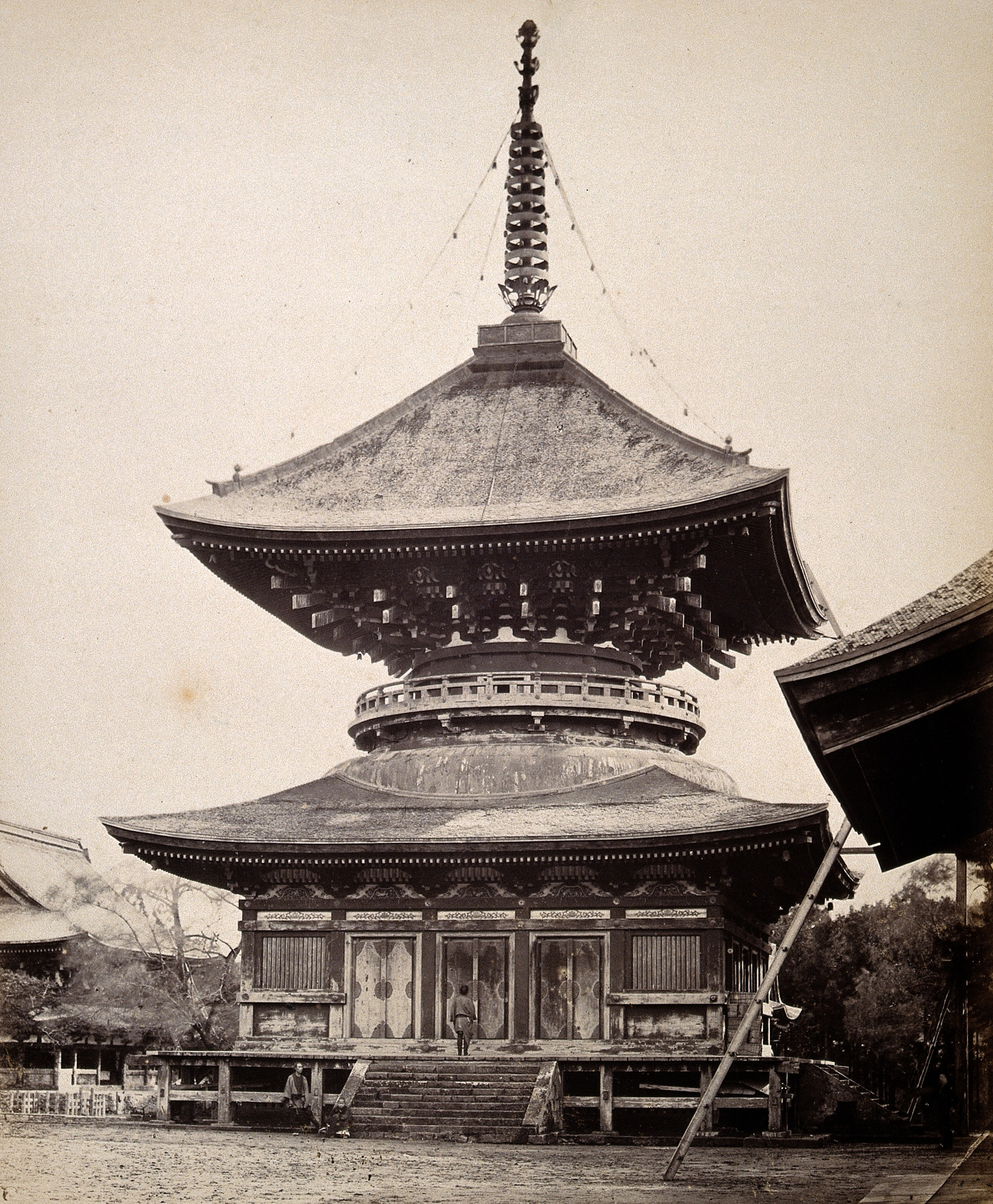
鶴岡八幡宮薬師堂 (1868年)
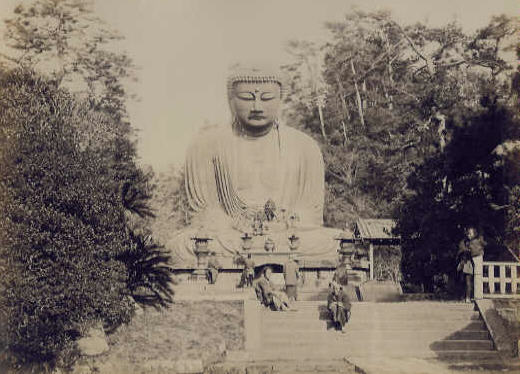
高德院鎌倉大佛 (約1869年)
相撲力士 (1869年)
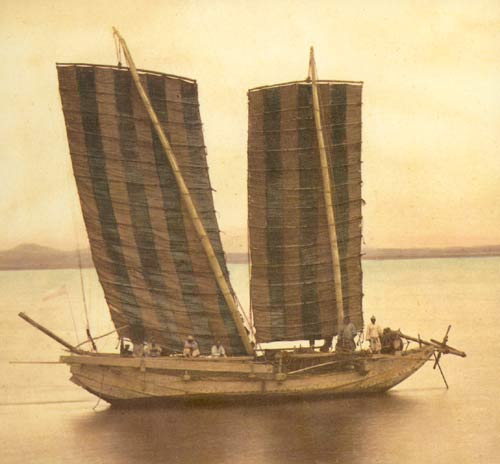
朝鮮戎克船 (1871年)
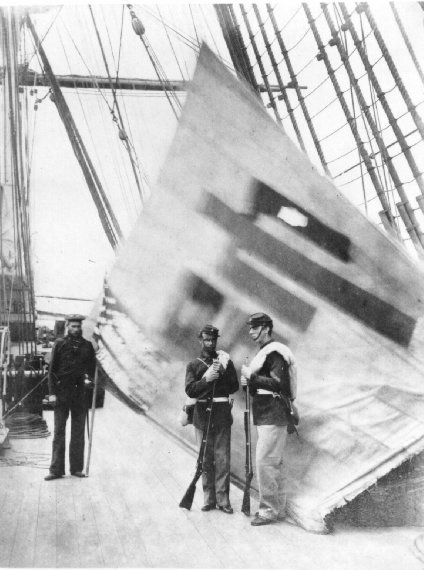
美軍擄獲的朝鮮帥字旗 (1871年)

## 晚年
1884年至1885年，沃尔斯利男爵前往蘇丹喀土穆營救查理·戈登，比托擔任遠征隊的隨軍攝影師。
1886年比托短暫的回到英格蘭，並在倫敦與Provincial攝影學會教授攝影技巧。1888年比托再次回到亞洲工作，這次在緬甸。1896年比托在曼德勒開設了一間攝影工作室“The Photographic Studio”以及從事傢俱與古董生意。比托在1899年離開“F. Beato Ltd ”（F. Beato Ltd在1907年停業清盤），但繼續在“The Photographic Studio”工作直到1904年，之後可能用他的名字或其他名字繼續工作。之前一般相信比托在1905或1906年死於曼德勒或仰光，但是2009年發現的一份死亡證明顯示，比托在1909年1月29日死於佛羅倫斯。

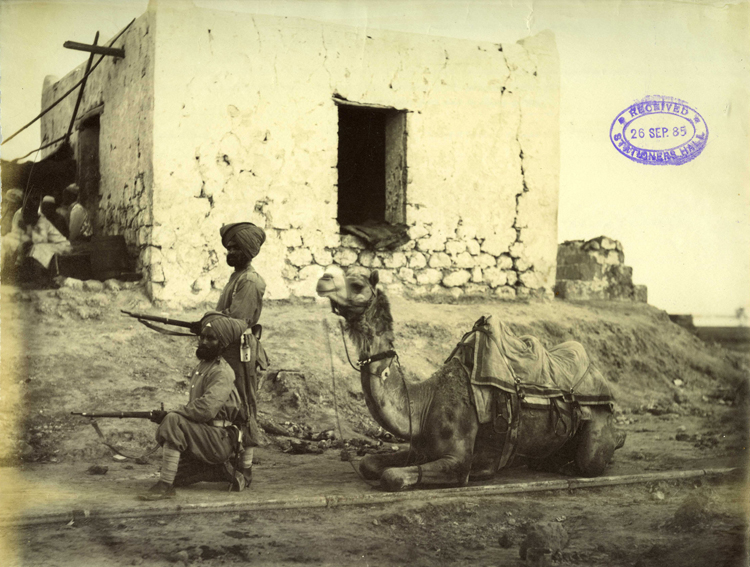
尼羅遠征隊的錫克士兵與駱駝，往喀土穆 (1884/5年)
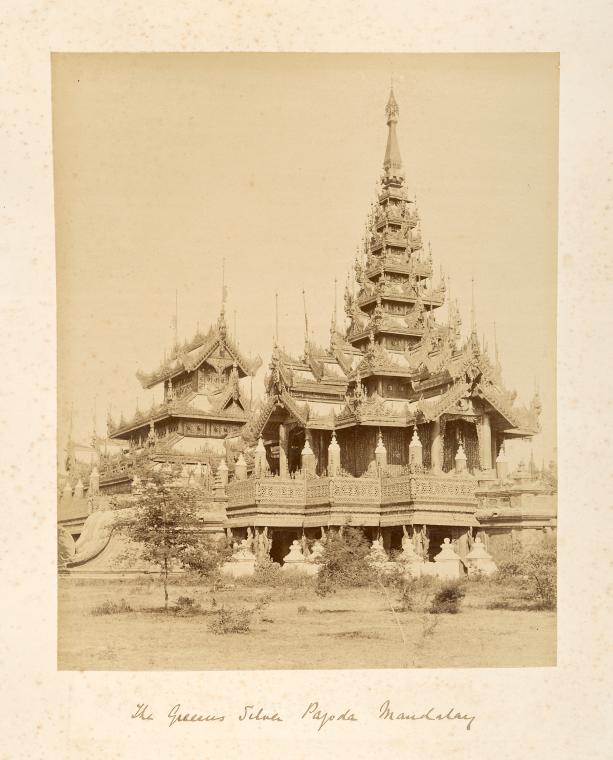
銀塔，曼德勒(1889年)
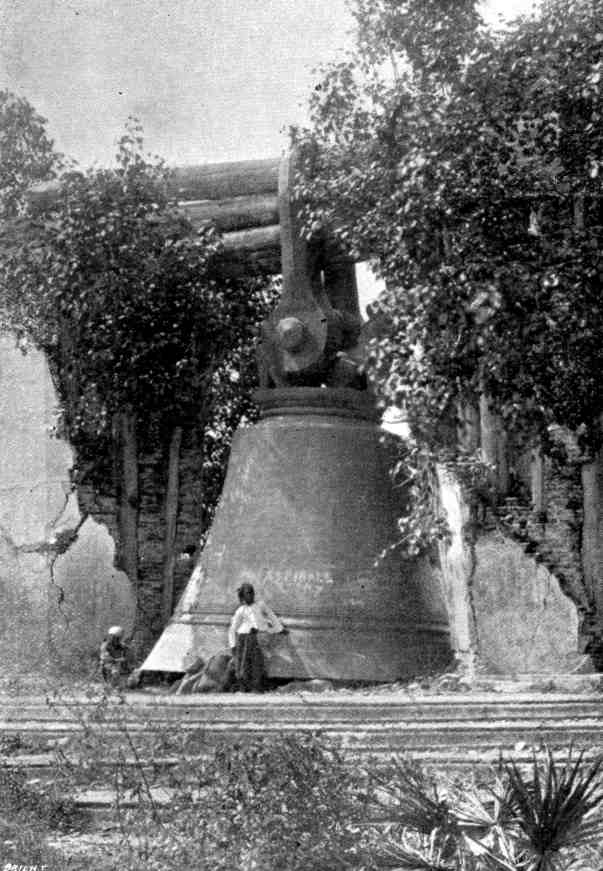
明宮鐘, 實皆 (1896年前)